# Gorges de Sounda
Gorges de Sounda är en ravin i Kongo-Brazzaville, där floden Kouilou-Niari bryter igenom Mayumbebergen. Den ligger i departementet Kouilou, i den sydvästra delen av landet, 300 km väster om huvudstaden Brazzaville. Ett vattenkraftverk började byggas på platsen 1958, men arbetena övergavs och har trots flera försök inte återupptagits.